# Blick in die Ewigkeit
Blick in die Ewigkeit: Die faszinierende Nahtoderfahrung eines Neurochirurgen (englischer Originaltitel: Proof of Heaven: A Neurosurgeon’s Journey into the Afterlife) ist der Titel eines sehr bald nach Veröffentlichung aufsehenerregenden und teilweise als pseudowissenschaftlich kritisierten Buches des Neurochirurgen Eben Alexander, in dem er ein von ihm erlebtes Nahtoderlebnis beschreibt und interpretiert. Das Buch wurde trotz aller Kritik ein Bestseller. Die Beschreibung der Erlebnisse weist in mancherlei Punkten Besonderheiten gegenüber der Mehrzahl sonst berichteter Nahtoderlebnisse auf. Kritik kam auch von fachlich-medizinischer Seite.

## Das äußere Ereignis
Alexander beschreibt sich zunächst als konventionell gläubigen, aber ansonsten naturwissenschaftlich, rational und skeptisch denkenden Menschen. Mit Nahtoderlebnissen hatte er sich vor seinem eigenen nie auseinandergesetzt, da er sie für eine Illusion des in Not geratenen Gehirns hielt.
Am 10. November 2008 erkrankt er schlagartig an einer extrem seltenen bakteriellen Meningitis, die zu einer vollständigen Vereiterung seines Neokortex führt. Seine Überlebenschancen sinken trotz Behandlung dramatisch bis hin zur medizinischen Unwahrscheinlichkeit, während er sieben Tage im Koma liegt. Während dieser Zeit sind immer Angehörige an seinem Bett, halten seine Hand, reden mit ihm und beten. Seine Frau schaltet ein befreundetes Medium ein, das versucht, mit ihm mental in Kontakt zu treten. Nach sieben Tagen klingt die Erkrankung ebenso plötzlich ab, wie sie aufgetreten war. Nach einer Phase der Rehabilitation wird er wieder völlig gesund. Sein Fall ist belegt und gilt als einzigartig in der medizinischen Literatur.

## Das innere Erlebnis
Im Koma hat er drei sich wiederholende Erlebnisse. Das erste ist das Gefühl, in einer Art braunem Gelee, das von Wurzeln oder Adern durchzogen ist, zu sein. Gesichter von ächzenden und stöhnenden Tieren tauchen auf, wurmähnliche Wesen schlängeln sich an ihm vorbei. Er hat kein Zeitgefühl und auch kein Bewusstsein seiner Identität und empfindet diesen Zustand zunächst als normal. In der Ferne hört er ein ständiges, zunehmendes metallisches Hämmern. Es umgibt ihn ein Geruch nach Blut, Kot und Erbrochenem. Allmählich empfindet er diesen Ort als unangenehm und bekommt Angst. Er nennt diese Phase die „Regenwurmperspektive“.
Irgendwann hört er eine Melodie und ein Licht senkt sich auf ihn herab. Im Zentrum des Lichts befindet sich eine Öffnung, durch die er hindurchgezogen wird. Er sieht unter sich die Erde in einem paradiesischen Zustand: idyllische Landschaften, glückliche Menschen und Tiere. Dann erscheint eine schöne junge Frau, mit der er auf dem Flügel eines Schmetterlings in einer Woge von Millionen von Schmetterlingen fliegt. Diese Frau übermittelt ihm drei Botschaften: „Du wirst für immer zutiefst geliebt und geschätzt.“ – „Du hast nichts zu befürchten.“ – „Du kannst nichts falsch machen.“ Über sich sieht er einen dunkelblauen Himmel mit rosa Wolken und durchsichtigen Kugeln, die er als Engel interpretiert und die ein hymnisches Geräusch erzeugen. Er stellt Fragen und erhält unmittelbare Antworten, die nicht als Worte, sondern als Gedanken erscheinen. Diese Phase nennt er den „Übergang“.
Eine Stufe weiter erlebt er eine „gewaltige Leere (…) vollkommen dunkel, unermesslich groß, aber auch unendlich tröstlich.“ Neben sich fühlt er eine lebendige, strahlende Lichtkugel. Er hat das Gefühl, die Anwesenheit eines „allumfassenden“ Wesens wahrzunehmen, das er abwechselnd „Gott“ oder auch „das Om“ nennt. Da das Om aber zu unermesslich ist, fungiert die Lichtkugel als eine Art Mittler. Gleichzeitig ist die Lichtkugel aber auch das Mädchen mit dem Schmetterling. Das Om hat personalen Charakter und Eigenschaften wie „(…) Wärme, Mitgefühl, Pathos …, ja sogar Humor und Ironie.“ Das Om teilt ihm mit, dass es unzählige Universen gebe, die alle als Zentrum die Liebe hätten und durch eine göttliche Realität verbunden seien. Diese Phase nennt Alexander das „Zentrum“.
Eine Weile ist es ihm möglich, willkürlich zwischen den drei Phasen zu wechseln, dann wird ihm der Zutritt zum „Übergang“ verwehrt und er erfährt, dass er zurückmuss.
Bis 2007 versucht Alexander, der als Kind adoptiert wurde, Kontakt zu seiner leiblichen Mutter herzustellen, was ihm zunächst verwehrt wird, dann aber gelingt. Er erfährt, dass er weitere leibliche Geschwister hat, darunter eine schon jung verstorbene Schwester. Als er später ein Foto von ihr durch seine leibliche Mutter zugeschickt bekommt, erkennt er in ihr das Mädchen aus dem „Übergang“.

## Deutung des Erlebnisses durch den Autor
Alexander sieht sein Erlebnis als eine religiöse Erfahrung, auch wenn er den Bezug auf eine bestimmte Religion vermeidet. Als er schon im Koma lag, soll er plötzlich „Gott hilf mir!“ gerufen haben, und sein erstes Wort nach dem Aufwachen sei „Danke!“ gewesen. Am Tag, als er ins Krankenhaus eingeliefert wird, setzt ein für die Jahreszeit und die Region um Virginia untypischer Regen ein, der genau so lange andauert, wie er im Koma liegt. Die Ursache seiner Erkrankung und die spontane Heilung können medizinisch nicht geklärt werden. Der behandelnde Arzt nimmt im Anhang des Buches dazu Stellung.
Nach Alexander ist alles Bewusstsein oder Geist, die Existenz nur eine Hervorbringung dieses Geistes. Das Gehirn erzeugt nicht den Geist, sondern fungiert als eine Art Filter, der die Wahrnehmung verengt und so das Bewusstsein zwingt, sich zwischen Gut und Böse zu entscheiden. Die Willensfreiheit ist Teil eines notwendigen Wachstumsprozesses. Jeder Mensch wird dabei von einem Kugelwesen beobachtet und begleitet. Das Postulat der Quantenmechanik, dass Beobachter und Beobachtetes miteinander verbunden sind, die Beobachtung das Beobachtete verändert, sieht er als naturwissenschaftliche Entsprechung seiner Erfahrung, dass alles miteinander verbunden ist und es die Trennung zwischen Subjekt und Objekt nicht gibt. Das Gleiche gelte für die Tatsache, dass Elementarteilchen miteinander verbunden sind, obwohl eine kausale Verbindung nicht besteht. Alexander zieht auch die  bisher unbekannte Dunkle Materie und Dunkle Energie in seine Betrachtung mit ein. Er sieht es als seine Mission an, seine Erfahrungen weiterzugeben, und hat dafür die Organisation „Eternea“ gegründet.

## Form
Die Darstellung des Buches ist populärwissenschaftlich aufgemacht. Dabei werden jedoch anstelle naturwissenschaftlicher Erklärungen solche bevorzugt, die zum vorab festgelegten
Erklärungsmuster eines Lebens nach dem Tod passen, so dass das Buch eher der Pseudowissenschaft zuzuordnen ist. Kapitel mit äußerem und innerem Ereignis wechseln sich ab und sollen Spannung erzeugen, ebenso wie die gesamte Erzählstruktur auf Spannungselemente setzt. Zum erzählenden Charakter gehören auch zahlreiche Ausschmückungen, Wetter- und Landschaftsbeschreibungen und häufige wörtliche Rede. Zwei Anhänge und eine umfangreiche Literaturliste ergänzen die persönliche Darstellungsform.

## Ausgaben
- Amerikanische Originalausgabe: Proof of Heaven. Simon & Schuster, New York 2012.
- Deutsche Ausgabe: Blick in die Ewigkeit. Die faszinierende Nahtoderfahrung eines Neurochirurgen. 11. Auflage. Ansata, München 2013, ISBN 978-3-7787-7477-9.